# Быки в искусстве

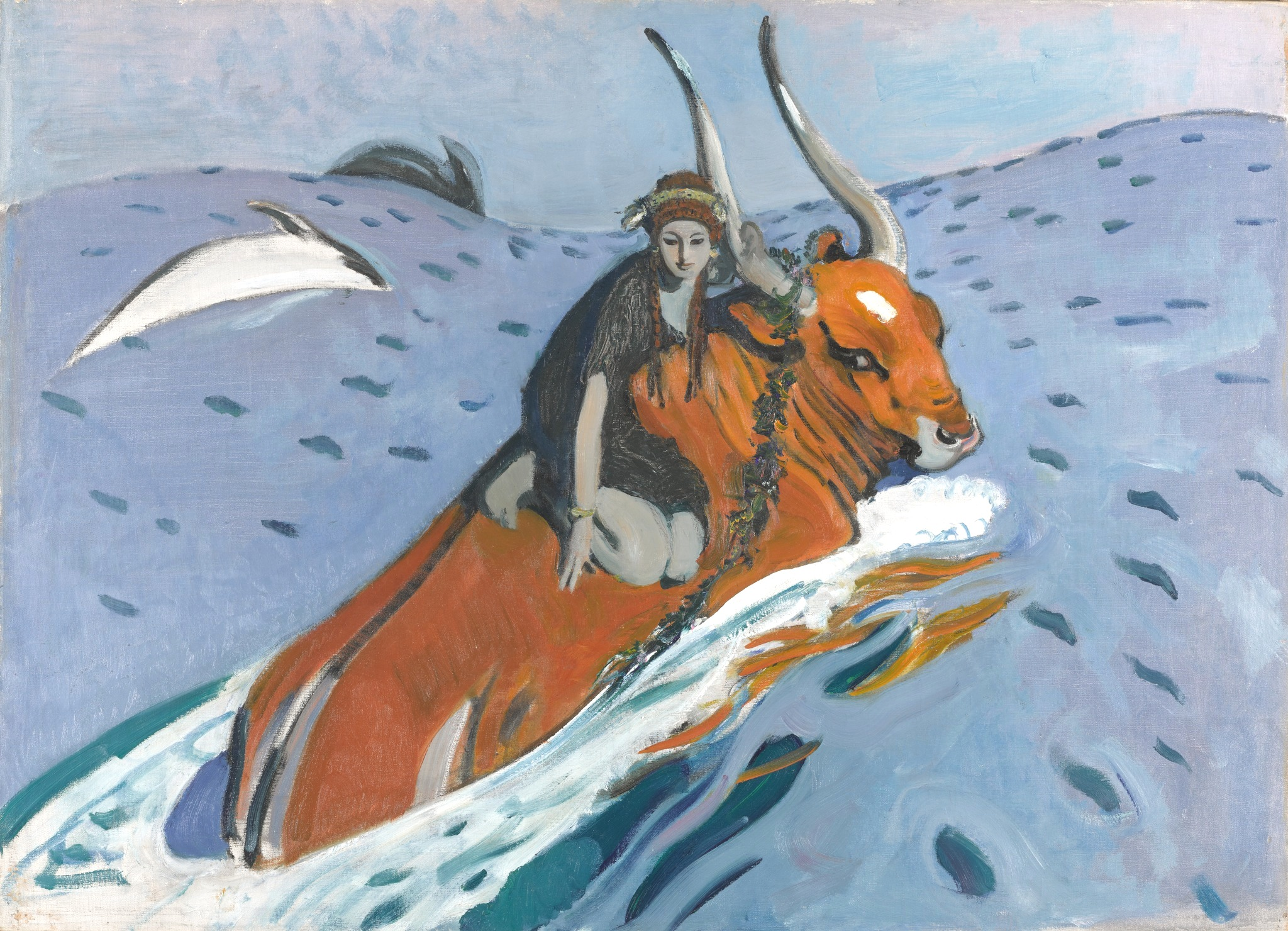
Похищение Европы (картина Серова), 1910

Быки являются распространённым образом мирового искусства.
Знакомство человека с этим родом животных как объектом охоты началось ещё в каменном веке, о чём свидетельствуют палеолитические рисунки на стенках пещер. В древнем искусстве бык не противопоставлялся своим разновидностям: туру, буйволу или бизону.
Поединок человека и быка составляет основу сюжета тавромахии. Например, существует шумерская песня Гильгамеш и Небесный Бык. Бой быков как представление (коррида) сохранился до наших дней в Испании.

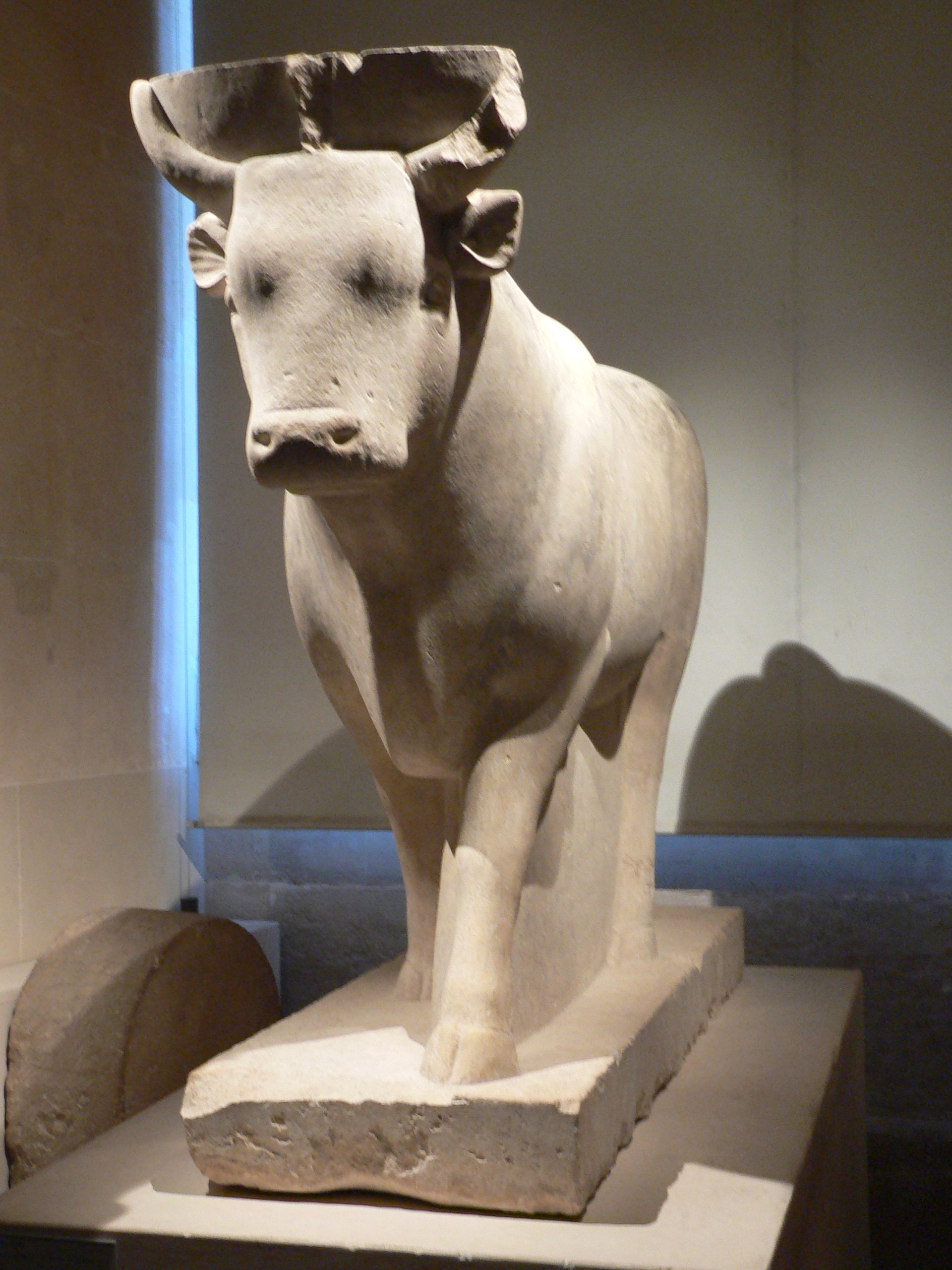
Скульптурное изображение быка Аписа из Древнего Египта

В культурах древнего Средиземноморья бык становится предметом религиозного искусства. Изображениями голов быков украшались дома неолитического поселения Чатал-Хююк. Этот элемент получил название Букраний. В Древнем Египте существовал культ священного быка Аписа. В греческой мифологии Критский бык порождает Минотавра, которого в Кносском лабиринте сражает Тезей. В Древнем Риме получает распространение митраизм, в рамках которого рождается образ жертвоприношения быка (Тавроктония).
В греческой мифологии зародился и популярный в классическом искусстве сюжет Похищения Европы, где в роли похитителя выступает громовержец Зевс, принявший образ белого быка. К этому сюжету обращались Тициан, Рембрандт, Рени, Тьеполо и Серов.
В астрологии бык (Телец, Taurus) связан с месяцем май.
Золотой телец как объект поклонения древних евреев упомянут в Ветхом Завете. В видениях Иезекииля бык — это составная часть образа Тетраморфа. В христианском искусстве бык стал символом евангелиста Луки.
Скульптурные изображения быков датируются Бронзовым (Джемдет-Наср) и Железным веками (Быки Гисандо). Однако и современные скульпторы обращаются к образу быка (см. Атакующий бык в США).
В современном изобразительном искусстве образ быка воплощён в картине Пабло Пикассо «Герника» (1937).
Особо представлены быки в геральдике.